# 122-мм гаубица образца 1910 года
122-мм гаубица образца 1910 года или 48-линейная гаубица образца 1910 года — российская лёгкая полевая гаубица периода Первой мировой войны, разработанная по требованиям и заказу ГАУ военного ведомства России французской оружейной фирмой «Шнейдер» и стоявшая на вооружении Российской Империи, Финляндии и СССР.

## Создание
Опыт русско-японской войны показал необходимость принятия на вооружение Русской армии лёгкой полевой гаубицы. 120-мм гаубицы Круппа были в срочном порядке закуплены в 1905 году. Калибр 119 мм (47 линий) расценивался как минимально необходимый для эффективного действия по фортификационным сооружениям полевого типа, а кроме того, он был наименьшим позволяющим создание для него специализированного бетонобойного снаряда. Главное управление артиллерии определило для лёгкой гаубицы калибр 48 линий (122 миллиметра). В испытаниях участвовали орудия российского и иностранного производства, включая предложенные немецкой фирмой «Крупп» (с горизонтальным клиновым затвором) и французской фирмой «Шнейдер» (с поршневым затвором). В итоге под обозначением «образца 1909 года» была принята на вооружение гаубица, разработанная фирмой «Крупп», а под обозначением «образца 1910 года» — гаубица, разработанная фирмой «Шнейдер».
Александр Широкорад объясняет одновременное принятие на вооружение двух различных артсистем с почти совпадающими характеристиками влиянием великого князя Сергея Михайловича, занимавшего должность генерала-инспектора артиллерии. По мнению Широкорада, великий князь и его любовница Матильда Кшесинская были в сговоре с компанией «Шнейдер» и правлением частного Путиловского завода. Поэтому, несмотря на победу в открытом конкурсе орудия системы Круппа, Сергей Михайлович приказал принять на вооружение и орудие системы Шнейдера. Юнкера Михайловского артиллерийского училища тут же обозвали шнейдеровское орудие гаубицей «системы Кшесинской».
С 1920-х годов «48-линейный» калибр стали официально именовать «122-миллиметровым». Тогда же из наименования орудий исчезли прилагательное «полевая» и ссылки на разработчиков. Получившиеся в итоге название «122-мм гаубица обр. 1910 г.».

## Описание
Орудие представляло собой классическую короткоствольную гаубицу, предназначенную для стрельбы под углами возвышения преимущественно от +20 до +44° выстрелом с раздельным заряжанием, в другом источнике указано что углы возвышения были от 0 до +42°. 
Боекомплект гаубицы состоял из фугасного снаряда весом 22,93 кг со взрывателем и шрапнели с трубкой с 45-секундной задержкой. Максимальный заряд из 5 пучков ленточного пороха Г248, в другом источнике указано что снаряд 56 фнт.; нач. скорость 960 фт.. Заряд состоял из большого пучка (он же наименьший заряд) весом 341 грамма и 4-х пучков по 153 грамма. Гильза длиной 159 мм, весом 1773 грамма. Максимальная дальность стрельбы фугасным снарядом 7 681 метр, шрапнелью с 45-секундной трубкой — около 7 700 метров. Стрелять дальнобойной гранатой орудие не могло, поскольку такая граната не помещалась в камору даже с минимальным пороховым зарядом.
48-линейная гаубица Путиловского завода весила 25 пудов, лафет был сходен с пушечным образца 1902 года, но без щита и отличается подъёмным механизмом и введением походного крепления орудия. Подъёмный механизм — зубчатый сектор на люльке с левой стороны и шестеренка на особой оси, пропущенной сквозь станины лафета, действовал медленно; для быстрого изменения углов включается другое зубчатое зацепление. Вес орудия с лафетом был 75 пудов.
Гаубица образца 1910 года получила щит, ставший обязательным элементом полевых орудий Первой мировой войны.
С российских орудийных заводов (Путиловского, Обуховского и Петроградского орудийного) на фронт и в резерв поступило 1081 гаубица (1257 образцов 1910 и 1909 годов до января 1917 года). К середине июня 1917 года на всех фронтах на вооружении было 944 гаубицы.
В советское время гаубица модернизирована в 122-мм гаубицу образца 1910/30 годов: удлинена камора, установлен нормализованный прицел, конструкция лафета усилена. Это позволило вести стрельбу дальнобойной фугасной гранатой, при использовании которой начальная скорость снаряда составляла до 364 м/с, дальность стрельбы — до 8910 м.